# وتگگاما
وتگگاما (به لاتین: Weteggama) یک منطقهٔ مسکونی در سری‌لانکا است که در استان مرکزی (سری‌لانکا) واقع شده‌است.